# Циркель, Фердинанд
Фердина́нд Ци́ркель (нем. Ferdinand Zirkel; 1838—1912) — немецкий минералог и геолог.
Иностранный член Лондонского королевского общества (1897), Национальной академии наук США (1903).

## Биография
Образование получил в Боннском университете; в 1860 году с научной целью посетил Исландию; в 1863 году назначен профессором минералогии во Львове, в 1868 году в Киле, в 1870 году в Лейпциге, где также состоял директором Минералогического музея. Циркель предпринимал научные экскурсии в Шотландию, на Пиренеи и в Северную Америку (1874), где принимал участие в коллективном исследовании 40-й параллели. В 1894—1895 годы совершил путешествие по Цейлону и Индии.
Среди его известных учеников — Рихард Бек.

## Научные достижения
Циркель работал, главным образом, над микроскопическим исследованием строения минералов. Кроме многочисленных статей, напечатанных в специальных журналах, отдельно изданы: «Reise nach Island im Sommer 1860» (в coтрудничестве с В. Прейером, Лпц., 1862); «Lehrbuch der Pétrographie» (Бонн, 1866 и Лпц., 1893 —95); «Untersuchungen über die mikroskopische Zusammensetzung und Struktur der Basaltgesteine» (Бонн, 1869); «Die mikroskopische Beschaffenheit der Mineralien und Gesteine» (Лпц. 1873); «Microscopical petrography» (Нью-Йорк). Циркель обработал 13-е издание учебника по минералогии своего предшественника по кафедре проф. Науманна: «Elemente der Mineralogie» (1897).
В честь Циркеля назван минерал циркелит.

## Награды
В 1898 году был награждён медалью Уолластона.